# Dag van de biseksualiteit
De Dag van de biseksualiteit (In het Engels "Celebrate Bisexuality Day", "Bisexual Pride Day" of "Bi Visibility Day") wordt gevierd op 23 september. Het is een dag waarop maatschappelijke aandacht wordt gevraagd voor biseksualiteit, de geschiedenis van biseksualiteit en de gemeenschap en cultuur van biseksuelen. De dag wordt gevierd door biseksuelen, hun naasten en aanhangers.
De dag werd voor het eerst gevierd in 1999 tijdens een evenement van de International Lesbian and Gay Association in de Verenigde Staten en bedacht door drie mensenrechtenactivisten voor gelijke rechten van biseksuelen, Wendy Curry (Maine), Michael Page (Florida) en Gigi Raven Wilbur (Texas). Het idee om een dag specifiek voor biseksuelen te organiseren, naast de al bestaande evenementen rondom lhbt-thema's, is een reactie op de vooroordelen rondom biseksualiteit en de marginalisering van biseksuelen bij zowel heteroseksuelen als de gemeenschap van lhbt. Een van de oprichters gaf aan, dat de gemeenschap van biseksuelen veelal onzichtbaar is in de maatschappij doordat vaak uitsluitend gedacht wordt in het onderscheid tussen hetero- en homoseksueel.
De dag in september is gekozen omdat de geboortedag van de bekende biseksueel Freddie Mercury in deze maand viel. De dag wordt gevierd in de Verenigde Staten, Europa, Nieuw-Zeeland en Japan. In Nederland worden op of rond deze dag evenementen georganiseerd met debatten, filmavonden en informele bijeenkomsten.